# Lac Maclure
Pour les articles homonymes, voir Maclure.
Le lac Maclure (en anglais : Maclure Lake) est un lac américain dans le comté de Tuolumne, en Californie. Il est situé à 3 494 mètres d'altitude au sein de la Yosemite Wilderness, dans le parc national de Yosemite.